# Kościół Matki Bożej Królowej Meksyku w Laskach
Kościół Matki Bożej Królowej Meksyku – zabytkowy kościół katolicki znajdujący się w Laskach koło Warszawy.

## Tło historyczne
Polskę i Meksyk połączyły więzi przyjaźni, których inicjatorami byli polscy osiedleńcy, zamieszkali po II wojnie światowej w Meksyku. Z ich inicjatywy Matka Boża z Guadalupe, nazywana Królową Meksyku, została w 1959 r. patronką Polski. W Meksyku powstał również kościół, którego patronką została Matka Boża Częstochowska.
W 1981 r. Polacy odwzajemnili się Meksykanom, fundując świątynię Matki Bożej z Guadalupe. Na jej miejsce wybrano podwarszawskie Laski. Królowa Meksyku stała się patronką polskiego kościoła dzięki staraniom inż. Jerzego Skoryny, żołnierza AK i II Korpusu, od 1946 r. mieszkańca Meksyku.
Nad całą inicjatywą sprawował pieczę kard. Stefan Wyszyński. Wieś Laski należała do ulubionych miejsc Prymasa Polski, którego marzeniem była budowa nowego kościoła parafialnego. Zrealizowano ją po jego śmierci.

## Architektura
Kościół nawiązuje kształtem do chrześcijańskiego symbolu – ryby. Charakterystycznym elementem jest wysoka wieża, której szczyt przypomina wieżę bazyliki Matki Bożej z Guadalupe. W ścianie wieży umieszczono okno z witrażem przedstawiającym wizerunek Matki Bożej z Guadalupe.